# Galaxy Nexus
Samsung Galaxy Nexus és el quart telèfon Android dissenyat per Google. Va ser presentat el dia 19/10/11 a Hong Kong. Està fabricat per Samsung.
 Galaxy Nexus  és el primer smartphone amb el sistema operatiu Android 4.0 o Ice Cream Sandvitx de Google. El dispositiu està fabricat per Samsung, sent la data del seu llançament el 17 de novembre de També és el primer smartphone amb el sistema operatiu Android 4.1 (Jellybean), sent actualitzat amb el mateix el juny de 2012 i venut amb ell preinstal·lat a partir d'aquesta data.

## Disseny
El Samsung Galaxy Nexus és un telèfon de grans dimensions (67,94 X 135,5 X 8,94 mm), però molt fi i lleuger en comparació (135 gr). El cos és de metall i disposa d'un vidre corbat. El terminal disposa d'un led de notificacions RGB, que vol dir que pot adquirir qualsevol color (amb WhatsApp adquireix el color verd, per exemple). La resta del telèfon mòbil adquireix el mateix disseny que la resta de la gamma Galaxy, excepte per l'absència dels botons  Enrere ,  Home  i  Multitasca , que estan integrats a la pantalla i el de  Menú  passa a estar de manera contextual en les aplicacions.

## Càmeres
El Galaxy Nexus posseeix dos càmeres. La càmera principal és a la part posterior i disposa de 5 megapíxels i de flaix LED. També permet l'enregistrament de vídeo a 1080p. La càmera secundària es troba a la part superior del frontal del terminal i disposa d'1,3 megapíxels i permet l'enregistrament de vídeo a 720p. Cap de les dues càmeres pateix retard en l'obturador, la qual cosa les converteix en les càmeres més ràpides.

## Especificacions tècniques
- Pantalla: Super Amoled HD (1280 x 720) de 4,65 polzades i tecnologia Countour Display (Cristall corbat).
- Mida (mm): 67,94 X 135,5 X 8,94
- Pes: 135 grams.
- Bateria: 1750 mAh.
- CPU: Processador de doble nucli a 1,2 GHz
- Notificacions: Led RGB de 3 colors.
- Sistema Operatiu: Android 4.0 (Ice Cream Sandwich), actualitzable a Android 4.2.1 (Jelly Bean).
- NFC.
- Acceleròmetre.
- Giroscopi.
- Brúixola.
- GPS[2]
- Baròmetre.
- Bluetooth.
- Micro USB
- Dades: HSPA+/4G LTE/EDGE/GPRS/WiFi